# 80-XX
Classificazione delle ricerche matematiche: sezioni di livello 1

00-XX 01 03 05 06 08 | 11 12 13 14 15 16 17 18 19 20 22 | 26 28 30 31 32 33 34 35 37 39 40 41 42 43 44 45 46 47 49 | 
 51 52 53 54 55 57 58 | 60 62 65 68 | 70 74 76 78 | 80 81 82 83 85 86 | 90 91 92 93 94 97-XX
80-XX è la sigla della sezione primaria dello schema di classificazione
MSC dedicata alla termodinamica classica
e al trasferimento del calore.
La pagina attuale presenta la struttura ad albero delle sue sottosezioni secondarie e terziarie.

## 38
termodinamica classica, trasferimento del calore
{per la termodinamica dei solidi, vedi 74A15}
- 80-00 opere di riferimento generale (manuali, dizionari, bibliografie ecc.)
- 80-01 esposizione didattica (libri di testo, articoli tutoriali ecc.)
- 80-02 presentazione di ricerche (monografie, articoli di rassegna)
- 80-03 opere storiche {!va assegnato almeno un altro numero di classificazione della sezione 01-XX}
- 80-04 calcolo automatico esplicito e programmi (non teoria della computazione o della programmazione)
- 80-05 articoli sperimentali
- 80-06 atti, conferenze, collezioni ecc.

## 80Axx
termodinamica e trasferimento di calore
- 80A05 fondamenti
- 80A10 termodinamica classica, inclusa la relativistica
- 80A17 termodinamica dei continui [vedi anche 74A15]
- 80A20 trasferimento di calore e trasferimento di massa, flusso di calore
- 80A22 problemi di Stefan, cambiamenti di fase ecc. [vedi anche 74Nxx]
- 80A23 problemi inversi
- 80A25 combustione
- 80A30 cinetica chimica [vedi anche 76V05, 92C45, 92E20]
- 80A32 flussi reagenti chimicamente [vedi anche 92C45, 92E20]
- 80A50 chimica (in generale) [vedi principalmente 92Exx]
- 80A99 argomenti diversi dai precedenti, ma in questa sezione

## 80Mxx
metodi numerici di base
- 80M10 metodi degli elementi finiti
- 80M15 metodi degli elementi al contorno
- 80M20 metodi delle differenze finite
- 80M25 altri metodi numerici
- 80M30 metodi variazionali
- 80M35 analisi asintotica
- 80M40 omogeneizzazione
- 80M50 ottimizzazione
- 80M99 argomenti diversi dai precedenti, ma in questa sezione